# Michel Dubost
Pour les articles homonymes, voir Dubost.
Michel Dubost, né le 15 avril 1942 à Safi au Maroc, est un évêque catholique français.

## Biographie

### Formation
Lauréat de Sciences-Po (IEP Paris), Michel Dubost a fait ses études en philosophie et théologie à l'Institut catholique de Paris, obtenant une licence en théologie.
Par la suite il suit la formation de l'Institut des hautes études de la défense nationale (IHEDN).

### Principaux ministères
Membre de la congrégation de Jésus et Marie (Eudiste), il est ordonné prêtre le 25 mai 1967. Il commence son ministère sacerdotal à la paroisse Notre-Dame de Bercy à Paris, et à l'aumônerie de collèges et lycées à Versailles.
De 1976 à 1982, sa double formation lui permet de devenir secrétaire général de la Fédération des organismes de communication sociale (FOCS), devenue par la suite Chrétiens-médias.
Il prend ensuite des responsabilités au sein du diocèse de Paris, comme directeur de l’aumônerie de l’enseignement public de 1982 à 1988 tout en étant curé de la paroisse Saint-Jacques du Haut-Pas de 1983 à 1989.
Nommé évêque aux Armées françaises et titulaire d'Oea le 9 août 1989, il est consacré le 8 septembre de la même année à Paris. Il devient ainsi évêque du diocèse qui comporte le plus grand nombre de jeunes et retrouve un milieu qu'il connaît déjà étant fils d'un général d'artillerie.
Le 15 avril 2000, Jean-Paul II le nomme évêque d'Évry Corbeil-Essonnes en remplacement de Guy Herbulot.
Au sein de la Conférence des évêques de France, il a été président de la Commission pour la catéchèse et le catéchuménat et membre du Conseil Famille et Société, et a été président du groupe de travail « Catholiques et Musulmans dans la France d'aujourd'hui » et président de Justice et Paix France. Il est élu en 2011 président du Conseil pour les relations interreligieuses et nouveaux courants religieux.
Pour la Curie romaine, il est consulteur du Conseil pontifical pour les laïcs. Il a aussi été la cheville ouvrière des Journées mondiales de la jeunesse (JMJ) à Paris en 1997.
Il n'est pas membre du club Le Siècle mais est en relation avec certains de ses membres.
Il est nommé le 24 octobre 2012 membre du Conseil pontifical pour le dialogue interreligieux par le pape Benoît XVI.
Depuis 2017, au sein de la Conférence des évêques de France, Dubost est membre du Conseil pour la solidarité en tant qu’évêque accompagnateur du CCFD – Terre Solidaire. 
Le 24 juin 2019, il est rappelé comme administrateur apostolique sede plena et ad nutum Sanctae Sedis de l'archidiocèse de Lyon dont l'évêque, le cardinal Philippe Barbarin s'est mis en retrait. Sa mission s'est prolongée à la suite de la démission de ce dernier et ce jusqu'à l'installation du nouvel archevêque de Lyon, Olivier de Germay.
Le 8 avril 2021, à la demande de Fortunatus Nwachukwu, nonce apostolique chargé de la zone Caraïbes, il est nommé administrateur apostolique sede vacante et ad nudum Sanctae Sedis du diocèse de Cayenne. En effet, à la suite de la démission en 2020 d'Emmanuel Lafont pour raison d'âge et à une période de vacance, le diocèse traverse une période de crise après la mise en cause de l'évêque émérite, Lafont, dans des affaires d'abus de faiblesse et de harcèlement moral. Dubost aura donc pour mission d'apaiser et de réorganiser le diocèse,. Il reste en poste jusqu'au 6 février 2022, date à laquelle le nouveau évêque Alain Ransay est ordonné.
Le 11 mars 2022, le pape le nomme délégué pontifical des Foyers de charité. Il remet sa charge au cardinal Kevin Farrell, préfet du dicastère pour les laïcs, le 22 janvier 2024 qui l'accepte le 12 février suivant.

## Prises de position

### Sur le Téléthon
En 2006, en pleine polémique sur le Téléthon, boycotté par certains catholiques en raison de leur refus de la recherche sur l'embryon qui ne respecterait pas sa dignité, Michel Dubost apporte sa pierre au débat en reconnaissant les bienfaits apportés par l'Association française contre les myopathies (AFM), mais souhaitant qu'un vrai dialogue s'instaure avec les responsables de cette association à propos des 2 % de dons qui vont vers la recherche sur l'embryon, incompatible avec l'éthique catholique. Il est lui-même très sensible à cette question, ayant perdu un frère à 15 ans d'une myopathie,.

### Dialogue islamo-chrétien
Prenant acte que les « musulmans de France sont désormais nos concitoyens », il estime nécessaire de tout faire pour favoriser le dialogue entre chrétiens et musulmans, dans le plein respect des valeurs démocratiques de respect mutuel, gage de paix sociale. Il entretient des rapports fréquents avec le recteur le la mosquée d'Evry dans laquelle il se rend régulièrement.

### Étrangers en situation irrégulière
En 2007, il a fait appel à la justice pour demander l'évacuation des étrangers en situation irrégulière qui occupaient depuis plusieurs mois l'église Saint-Paul à Massy. Sans prendre position sur le fond du dossier, il explique nécessaire de permettre de rendre l'édifice à sa destination première et de préserver ainsi la liberté de culte. Il regrette que les étrangers en situation irrégulière aient refusé d'être accompagnés par la communauté catholique pour leurs démarches à la préfecture.

### SIDA et préservatif
Dans une interview parue dans Le Parisien-Aujourd'hui le 19 mars 2009, Michel Dubost a commenté : « Vouloir lutter contre le sida avec le seul préservatif, c'est aussi intelligent que penser éradiquer les accidents de moto en faisant campagne pour le port du casque ».

## Distinctions
- Chevalier de la Légion d'honneur par décret du 7 décembre 1987
- Grand officier de l'ordre national du Mérite (Décret du 13 novembre 2014[15])
  -  Commandeur de l'ordre national du Mérite par décret du 29 septembre 2007
  -  Officier de l'ordre national du Mérite par décret du 15 novembre 2000
  -  Chevalier de l'ordre national du Mérite par décret du 28 juin 1993

## Œuvres
- Le Grand tournant. L'an I de la révolution du pape François, 2014, Cerf.
- C'est là que je te rencontrerais, propos sur les sacrements, 2011, Desclée De Brouwer.
- Qui nous séparera de l'amour du Christ ?, 2010, Desclée De Brouwer.
- Choisis la vie ! Prier les dix commandements, 2009, Desclée De Brouwer.
- Prier le Credo, 2008, Desclée De Brouwer.
- Femmes, 15 questions à l'Église, un évêque répond, 2007, Plon
- Les voyageurs de l'espérance, vivre la foi dans le monde contemporain, 2005, Bayard culture.
- La guerre, un évêque prend la parole, 2003, Plon.
- Marie 2002 Mame.
- Le missel Théo des années caté, 2002, Droguet et Ardant.
- Être chrétien aujourd'hui, 2001, Pygmalion.
- L'œcuménisme, 1999, Droguet et Ardant.
- Comprendre et accueillir l'exorcisme, 1999, Tequi.
- Chemin faisant l'Église, 1996, Cerf.
- Ministres de la paix, regards chrétiens sur l'armée, 1995, Cerf.
- Théo, l'encyclopédie pour tous, 1993, Droguet et Ardant.